# CONCACAF Gold Cup 2015
La CONCACAF Gold Cup 2015 è stata la 23ª edizione (la 13ª con la formula attuale) di questo torneo di calcio continentale per squadre nazionali maggiori maschili organizzato dalla CONCACAF. Il torneo si è disputato negli Stati Uniti d'America e in Canada dal 7 al 26 luglio 2015. Due partite sono state giocate in Canada, che ha ospitato la CONCACAF Gold Cup per la prima volta.
Il torneo è stato vinto dal Messico per la decima volta nella storia, battendo in finale la Giamaica per 3-1.
La squadra vincitrice del torneo, il Messico, ha affrontato in uno spareggio gli Stati Uniti, vincitori della CONCACAF Gold Cup 2013, per determinare la squadra partecipante alla Confederations Cup 2017. L'incontro, disputatosi il 10 ottobre 2015 al Rose Bowl di Pasadena (California), ha visto prevalere il Messico per 3-2.
Le prime quattro squadre del torneo, escluse Stati Uniti, Messico, Costa Rica e Giamaica, si sono altresì qualificate agli spareggi per l'assegnazione di due posti per la Copa América Centenario. Ove la squadra vincitrice del torneo non fosse stata una delle quattro squadre già qualificate alla Copa América Centenario, essa sarebbe stata ammessa direttamente.

## Formula
Il torneo si è sviluppato in due fasi: prima una fase a gruppi e successivamente una fase a eliminazione diretta.
Mediante sorteggio sono stati formati i tre gironi all'italiana (chiamati "gruppi"), composti ciascuno da quattro squadre. Ogni squadra ha affrontato le altre in partite di sola andata per un totale di tre giornate. Hanno avuto accesso alla fase a eliminazione diretta le squadre classificatesi ai primi due posti di ciascun raggruppamento più le due migliori terze classificate.
La fase a eliminazione diretta è consistita in un tabellone di tre turni (quarti di finale, semifinali e finale) ad accoppiamenti prestabiliti. In caso di parità al termine dei 90 minuti regolamentari, erano previsti prima i tempi supplementari e poi i tiri di rigore.

## Stadi
Il torneo è stato ospitato in 14 stadi, la cui lista è stata annunciata dalla CONCACAF il 16 dicembre 2014. L'assegnazione delle partite ai singoli stadi è stata annunciata il 12 marzo 2015.
| East Rutherford               | Charlotte | Atlanta | Baltimora | Filadelfia              |
| ----------------------------- | --- | --- | --- | ----------------------- |
| MetLife Stadium               | Bank of America Stadium | Georgia Dome | M&T Bank Stadium | Lincoln Financial Field |
| Capienza: 82 566              | Capienza: 74 455 | Capienza: 74 228 | Capienza: 71 008 | Capienza: 69 176        |
| Quarti di finale              | Gruppo C | Semifinali | Quarti di finale | Finale                  |
|                               | | | |                         |
| Foxborough                    | Carson Glendale Frisco Houston Kansas City Chicago Toronto Atlanta Charlotte Baltimora Filadelfia East Rutherford Foxborough ChesterCONCACAF Gold Cup 2015 (Stati Uniti d'America) | Carson Glendale Frisco Houston Kansas City Chicago Toronto Atlanta Charlotte Baltimora Filadelfia East Rutherford Foxborough ChesterCONCACAF Gold Cup 2015 (Stati Uniti d'America) | Carson Glendale Frisco Houston Kansas City Chicago Toronto Atlanta Charlotte Baltimora Filadelfia East Rutherford Foxborough ChesterCONCACAF Gold Cup 2015 (Stati Uniti d'America) | Chicago                 |
| Gillette Stadium              | Carson Glendale Frisco Houston Kansas City Chicago Toronto Atlanta Charlotte Baltimora Filadelfia East Rutherford Foxborough ChesterCONCACAF Gold Cup 2015 (Stati Uniti d'America) | Carson Glendale Frisco Houston Kansas City Chicago Toronto Atlanta Charlotte Baltimora Filadelfia East Rutherford Foxborough ChesterCONCACAF Gold Cup 2015 (Stati Uniti d'America) | Carson Glendale Frisco Houston Kansas City Chicago Toronto Atlanta Charlotte Baltimora Filadelfia East Rutherford Foxborough ChesterCONCACAF Gold Cup 2015 (Stati Uniti d'America) | Soldier Field           |
| Capienza: 68 756              | Carson Glendale Frisco Houston Kansas City Chicago Toronto Atlanta Charlotte Baltimora Filadelfia East Rutherford Foxborough ChesterCONCACAF Gold Cup 2015 (Stati Uniti d'America) | Carson Glendale Frisco Houston Kansas City Chicago Toronto Atlanta Charlotte Baltimora Filadelfia East Rutherford Foxborough ChesterCONCACAF Gold Cup 2015 (Stati Uniti d'America) | Carson Glendale Frisco Houston Kansas City Chicago Toronto Atlanta Charlotte Baltimora Filadelfia East Rutherford Foxborough ChesterCONCACAF Gold Cup 2015 (Stati Uniti d'America) | Capienza: 63 500        |
| Gruppo A                      | Carson Glendale Frisco Houston Kansas City Chicago Toronto Atlanta Charlotte Baltimora Filadelfia East Rutherford Foxborough ChesterCONCACAF Gold Cup 2015 (Stati Uniti d'America) | Carson Glendale Frisco Houston Kansas City Chicago Toronto Atlanta Charlotte Baltimora Filadelfia East Rutherford Foxborough ChesterCONCACAF Gold Cup 2015 (Stati Uniti d'America) | Carson Glendale Frisco Houston Kansas City Chicago Toronto Atlanta Charlotte Baltimora Filadelfia East Rutherford Foxborough ChesterCONCACAF Gold Cup 2015 (Stati Uniti d'America) | Gruppo C                |
|                               | Carson Glendale Frisco Houston Kansas City Chicago Toronto Atlanta Charlotte Baltimora Filadelfia East Rutherford Foxborough ChesterCONCACAF Gold Cup 2015 (Stati Uniti d'America) | Carson Glendale Frisco Houston Kansas City Chicago Toronto Atlanta Charlotte Baltimora Filadelfia East Rutherford Foxborough ChesterCONCACAF Gold Cup 2015 (Stati Uniti d'America) | Carson Glendale Frisco Houston Kansas City Chicago Toronto Atlanta Charlotte Baltimora Filadelfia East Rutherford Foxborough ChesterCONCACAF Gold Cup 2015 (Stati Uniti d'America) |                         |
| Glendale                      | Carson Glendale Frisco Houston Kansas City Chicago Toronto Atlanta Charlotte Baltimora Filadelfia East Rutherford Foxborough ChesterCONCACAF Gold Cup 2015 (Stati Uniti d'America) | Carson Glendale Frisco Houston Kansas City Chicago Toronto Atlanta Charlotte Baltimora Filadelfia East Rutherford Foxborough ChesterCONCACAF Gold Cup 2015 (Stati Uniti d'America) | Carson Glendale Frisco Houston Kansas City Chicago Toronto Atlanta Charlotte Baltimora Filadelfia East Rutherford Foxborough ChesterCONCACAF Gold Cup 2015 (Stati Uniti d'America) | Carson                  |
| University of Phoenix Stadium | Carson Glendale Frisco Houston Kansas City Chicago Toronto Atlanta Charlotte Baltimora Filadelfia East Rutherford Foxborough ChesterCONCACAF Gold Cup 2015 (Stati Uniti d'America) | Carson Glendale Frisco Houston Kansas City Chicago Toronto Atlanta Charlotte Baltimora Filadelfia East Rutherford Foxborough ChesterCONCACAF Gold Cup 2015 (Stati Uniti d'America) | Carson Glendale Frisco Houston Kansas City Chicago Toronto Atlanta Charlotte Baltimora Filadelfia East Rutherford Foxborough ChesterCONCACAF Gold Cup 2015 (Stati Uniti d'America) | StubHub Center          |
| Capienza: 63 400              | Carson Glendale Frisco Houston Kansas City Chicago Toronto Atlanta Charlotte Baltimora Filadelfia East Rutherford Foxborough ChesterCONCACAF Gold Cup 2015 (Stati Uniti d'America) | Carson Glendale Frisco Houston Kansas City Chicago Toronto Atlanta Charlotte Baltimora Filadelfia East Rutherford Foxborough ChesterCONCACAF Gold Cup 2015 (Stati Uniti d'America) | Carson Glendale Frisco Houston Kansas City Chicago Toronto Atlanta Charlotte Baltimora Filadelfia East Rutherford Foxborough ChesterCONCACAF Gold Cup 2015 (Stati Uniti d'America) | Capienza: 30 510        |
| Gruppo C                      | Carson Glendale Frisco Houston Kansas City Chicago Toronto Atlanta Charlotte Baltimora Filadelfia East Rutherford Foxborough ChesterCONCACAF Gold Cup 2015 (Stati Uniti d'America) | Carson Glendale Frisco Houston Kansas City Chicago Toronto Atlanta Charlotte Baltimora Filadelfia East Rutherford Foxborough ChesterCONCACAF Gold Cup 2015 (Stati Uniti d'America) | Carson Glendale Frisco Houston Kansas City Chicago Toronto Atlanta Charlotte Baltimora Filadelfia East Rutherford Foxborough ChesterCONCACAF Gold Cup 2015 (Stati Uniti d'America) | Gruppo B                |
|                               | Carson Glendale Frisco Houston Kansas City Chicago Toronto Atlanta Charlotte Baltimora Filadelfia East Rutherford Foxborough ChesterCONCACAF Gold Cup 2015 (Stati Uniti d'America) | Carson Glendale Frisco Houston Kansas City Chicago Toronto Atlanta Charlotte Baltimora Filadelfia East Rutherford Foxborough ChesterCONCACAF Gold Cup 2015 (Stati Uniti d'America) | Carson Glendale Frisco Houston Kansas City Chicago Toronto Atlanta Charlotte Baltimora Filadelfia East Rutherford Foxborough ChesterCONCACAF Gold Cup 2015 (Stati Uniti d'America) |                         |
| Houston                       | Toronto | Frisco | Chester | Kansas City             |
| BBVA Compass Stadium          | BMO Field | FC Dallas Stadium | PPL Park | Sporting Park           |
| Capienza: 22 039              | Capienza: 30 000 | Capienza: 20 500 | Capienza: 18 500 | Capienza: 18 467        |
| Gruppo B                      | Gruppo B | Gruppo A | Finale per il terzo posto | Gruppo A                |
|                               | | | |                         |

## Squadre partecipanti
Al torneo hanno partecipato 12 squadre, di cui 3 provenienti dalla zona del Nord America, 4 dalla zona del Centro America e 4 dai Caraibi. Per la prima volta le quinte classificate del Centro America e dei Caraibi si sono sfidate per un solo posto valido per partecipare alla CONCACAF Gold Cup.
| Pr. | Squadra           | Data di qualificazione certa | Partecipante in quanto | Ultima presenza  | Numero presenze |
| --- | ----------------- | ---------------------------- | --- | ---------------- | --------------- |
| 1   | Stati Uniti       | 00                           | Nazione ospitante e detentore Coppa America CONCACAF 2013, zona NAFU                                                       | Stati Uniti 2013 | 13              |
| 2   | Messico           | 00                           | Detentore Coppa America CONCACAF 2011, zona NAFU                                                                           | Stati Uniti 2013 | 13              |
| 3   | Canada            | 00                           | Nazione ospitante, zona NAFU                                                                                               | Stati Uniti 2013 | 12              |
| 4   | Costa Rica        | 13 settembre 2014            | Vincitrice della Coppa centroamericana 2014                                                                                | Stati Uniti 2013 | 12              |
| 5   | Guatemala         | 13 settembre 2014            | 2ª classificata della Coppa centroamericana 2014                                                                           | Stati Uniti 2011 | 10              |
| 6   | Panama            | 13 settembre 2014            | 3ª classificata della Coppa centroamericana 2014                                                                           | Stati Uniti 2013 | 7               |
| 7   | El Salvador       | 13 settembre 2014            | 4ª classificata della Coppa centroamericana 2014                                                                           | Stati Uniti 2013 | 9               |
| 8   | Giamaica          | 18 novembre 2014             | Vincitore della Coppa dei Caraibi 2014                                                                                     | Stati Uniti 2011 | 9               |
| 9   | Trinidad e Tobago | 18 novembre 2014             | 2ª classificata della Coppa dei Caraibi 2014                                                                               | Stati Uniti 2013 | 9               |
| 10  | Haiti             | 18 novembre 2014             | 3ª classificata della Coppa dei Caraibi 2014                                                                               | Stati Uniti 2013 | 6               |
| 11  | Cuba              | 18 novembre 2014             | 4ª classificata della Coppa dei Caraibi 2014                                                                               | Stati Uniti 2013 | 8               |
| 12  | Honduras          | 29 marzo 2015                | 5ª classificata della Coppa centroamericana 2014 - vincitore spareggio contro 5ª classificata della Coppa dei Caraibi 2014 | Stati Uniti 2013 | 12              |

## Sorteggio dei gruppi
Il 16 dicembre 2014 la CONCACAF ha annunciato che le tre teste di serie per la fase a gironi sarebbero state gli Stati Uniti (per il gruppo A), la Costa Rica (per il gruppo B) e il Messico (per il gruppo C). Le altre nove squadre nazionali sono state ordinate secondo il ranking FIFA del 27 novembre 2014 (scritto tra parentesi). Il 12 marzo 2015 è stata comunicata la composizione dei gruppi.
| Teste di serie                                | Non teste di serie                            | Non teste di serie                         | Non teste di serie                      |
| --------------------------------------------- | --------------------------------------------- | ------------------------------------------ | --------------------------------------- |
| Costa Rica (16) Messico (20) Stati Uniti (28) | Trinidad e Tobago (54) Panama (56) Haiti (68) | Giamaica (71) Honduras (72) Guatemala (73) | Cuba (79) El Salvador (93) Canada (110) |

## Fase a gironi
Le dodici squadre sono state divise in 3 gruppi da 4 squadre ciascuno. Ogni squadra ha affrontato le altre 3 una volta. Sono stati assegnati 3 punti per la vittoria, 1 punto per il pareggio e 0 per la sconfitta. Le prime due squadre classificate in ciascun girone si sono qualificate ai quarti di finale, assieme alle due migliori terze.
La classifica è stata stilata secondo i seguenti criteri:
- maggior numero di punti conquistati;
- miglior differenza reti;
- maggior numero di reti realizzate;
- punti conquistati negli scontri diretti;
- differenza reti negli scontri diretti;
- reti realizzate negli scontri diretti;
- sorteggio.

Tutti gli orari di svolgimento delle partite fanno riferimento all'ora locale, UTC-4.

### Gruppo A
| Pos. | Squadra     | Pt | G | V | N | P | GF | GS | DR |
| ---- | ----------- | -- | - | - | - | - | -- | -- | -- |
| 1.   | Stati Uniti | 7  | 3 | 2 | 1 | 0 | 4  | 2  | +2 |
| 2.   | Haiti       | 4  | 3 | 1 | 1 | 1 | 2  | 2  | 0  |
| 3.   | Panama      | 3  | 3 | 0 | 3 | 0 | 3  | 3  | 0  |
| 4.   | Honduras    | 1  | 3 | 0 | 1 | 2 | 2  | 4  | -2 |

| Arbitro: | Henry Bejarano |

|              |           |           |
| Quintero 55’ | Marcatori | 85’ Nazon |

| Arbitro: | César Arturo Ramos |

|                  |           |            |
| Dempsey 25’, 65’ | Marcatori | 68’ Discua |

| Arbitro: | Marlon Mejia |

|           |           |            |
| Najar 81’ | Marcatori | 20’ Tejada |

| Arbitro: | Ricardo Montero |

|             |           |  |
| Dempsey 46’ | Marcatori |  |

| Arbitro: | Joel Aguilar |

|           |           |  |
| Nazon 13’ | Marcatori |  |

| Arbitro: | Roberto García Orozco |

|           |           |             |
| Pérez 33’ | Marcatori | 54’ Bradley |

### Gruppo B
| Pos. | Squadra     | Pt | G | V | N | P | GF | GS | DR |
| ---- | ----------- | -- | - | - | - | - | -- | -- | -- |
| 1.   | Giamaica    | 7  | 3 | 2 | 1 | 0 | 4  | 2  | +2 |
| 2.   | Costa Rica  | 3  | 3 | 0 | 3 | 0 | 3  | 3  | 0  |
| 3.   | El Salvador | 2  | 3 | 0 | 2 | 1 | 1  | 2  | -1 |
| 4.   | Canada      | 2  | 3 | 0 | 2 | 1 | 0  | 1  | -1 |

| Arbitro: | Fernando Guerrero |

|                        |           |                          |
| Miller 32’ Ramírez 36’ | Marcatori | 12’ McCleary 47’ McAnuff |

| Carson 8 luglio 2015, ore 22:30 UTC-4 | El Salvador   | 0 – 0 (0 - 0) referto | Canada | StubHub Center\| Arbitro: \| Oscar Moncada \| |
| Arbitro:                              | Oscar Moncada |                       |        |                                               |

| Arbitro: | Yadel Martínez |

|              |           |  |
| Austin 90+2’ | Marcatori |  |

| Arbitro: | Jair Marrufo |

|          |           |             |
| Ruiz 60’ | Marcatori | 90+1’ Corea |

| Arbitro: | Walter López Castellanos |

|              |           |  |
| McCleary 71’ | Marcatori |  |

| Toronto 14 luglio 2015, ore 20:30 UTC-4 | Canada           | 0 – 0 (0 - 0) referto | Costa Rica | BMO Field\| Arbitro: \| Héctor Rodríguez \| |
| Arbitro:                                | Héctor Rodríguez |                       |            |                                             |

### Gruppo C
| Pos. | Squadra           | Pt | G | V | N | P | GF | GS | DR |
| ---- | ----------------- | -- | - | - | - | - | -- | -- | -- |
| 1.   | Trinidad e Tobago | 7  | 3 | 2 | 1 | 0 | 9  | 5  | +4 |
| 2.   | Messico           | 5  | 3 | 1 | 2 | 0 | 10 | 4  | +6 |
| 3.   | Cuba              | 3  | 3 | 1 | 0 | 2 | 1  | 8  | -7 |
| 4.   | Guatemala         | 1  | 3 | 0 | 1 | 2 | 1  | 4  | -3 |

| Arbitro: | Jhon Pitti |

|                                  |           |          |
| Bateau 10’ Cato 13’ J. Jones 25’ | Marcatori | 61’ Ruiz |

| Arbitro: | Walter Quesada |

|                                                            |           |  |
| Peralta 13’, 36’, 61’ Vela 22’ Guardado 43’ dos Santos 74’ | Marcatori |  |

| Arbitro: | David Gantar |

|                        |           |  |
| Bateau 16’ Boucaud 41’ | Marcatori |  |

| Glendale 12 luglio 2015, ore 21:00 UTC-4 | Guatemala      | 0 – 0 (0 - 0) referto | Messico | University of Phoenix Stadium\| Arbitro: \| Armando Castro \| |
| Arbitro:                                 | Armando Castro |                       |         |                                                               |

| Arbitro: | Elmer Bonilla |

|           |           |  |
| Reyes 72’ | Marcatori |  |

| Arbitro: | Mark Geiger |

|                                                       |           |                                               |
| Aguilar 31’ Vela 50’ Guardado 87’ K. Jones 90’ (aut.) | Marcatori | 54’, 66’ Cummings 57’ K. Jones 90+3’ Marshall |

### Confronto terze classificate
| Gr. | Squadra     | Pt | G | V | N | P | GF | GS | DR |
| --- | ----------- | -- | - | - | - | - | -- | -- | -- |
| A   | Panama      | 3  | 3 | 0 | 3 | 0 | 3  | 3  | 0  |
| C   | Cuba        | 3  | 3 | 1 | 0 | 2 | 1  | 8  | -7 |
| B   | El Salvador | 2  | 3 | 0 | 2 | 1 | 1  | 2  | -2 |

## Fase a eliminazione diretta

### Tabellone
|  | Quarti di finale                 | Quarti di finale         |                             |              | Semifinali                | Semifinali                |  |  | Finale                   | Finale |
|  |                                  |                          |                             |              |                           |                           |  |  |                          |        |
|  | Baltimora - 18 luglio 2015       |                          |                             |              |                           |                           |  |  |                          |        |
|  |                                  |                          |                             |              |                           |                           |  |  |                          |        |
|  | 1A. Stati Uniti                  | 6                        |                             |              |                           |                           |  |  |                          |        |
|  | 1A. Stati Uniti                  | 6                        | Atlanta - 22 luglio 2015    |              |                           |                           |  |  |                          |        |
|  | 3C. Cuba                         | 0                        |                             |              |                           |                           |  |  |                          |        |
|  | 3C. Cuba                         | 0                        | Stati Uniti                 | 1            |                           |                           |  |  |                          |        |
|  | Baltimora - 18 luglio 2015       |                          | Stati Uniti                 | 1            |                           |                           |  |  |                          |        |
|  |                                  | Giamaica                 | 2                           |              |                           |                           |  |  |                          |        |
|  | 2A. Haiti                        | Giamaica                 | 2                           | 0            |                           |                           |  |  |                          |        |
|  | 2A. Haiti                        |                          | Filadelfia - 26 luglio 2015 | 0            |                           |                           |  |  |                          |        |
|  | 1B. Giamaica                     | 1                        |                             |              |                           |                           |  |  |                          |        |
|  | 1B. Giamaica                     | 1                        | Giamaica                    | 1            |                           |                           |  |  |                          |        |
|  | East Rutherford - 19 luglio 2015 |                          | Giamaica                    | 1            |                           |                           |  |  |                          |        |
|  |                                  | Messico                  | 3                           |              |                           |                           |  |  |                          |        |
|  | 1C. Trinidad e Tobago            | Messico                  | 3                           | 1 (5)        |                           |                           |  |  |                          |        |
|  | 1C. Trinidad e Tobago            | Atlanta - 22 luglio 2015 |                             | 1 (5)        |                           |                           |  |  |                          |        |
|  | 3A. Panama (dtr)                 | 1 (6)                    |                             |              |                           |                           |  |  |                          |        |
|  | 3A. Panama (dtr)                 | 1 (6)                    | Panama                      | 1            | Finale per il terzo posto | Finale per il terzo posto |  |  |                          |        |
|  | East Rutherford - 19 luglio 2015 |                          | Panama                      | 1            | Finale per il terzo posto | Finale per il terzo posto |  |  |                          |        |
|  |                                  | Messico (dts)            | 2                           |              |                           |                           |  |  |                          |        |
|  | 2C. Messico (dts)                | Messico (dts)            | 2                           | 1            | Stati Uniti               | 1 (2)                     |  |  |                          |        |
|  | 2C. Messico (dts)                |                          |                             | 1            | Stati Uniti               | 1 (2)                     |  |  |                          |        |
|  | 2B. Costa Rica                   | 0                        |                             | Panama (dtr) | 1 (3)                     |                           |  |  |                          |        |
|  | 2B. Costa Rica                   | 0                        |                             |              | 1 (3)                     |                           |  |  |                          |        |
|  |                                  |                          |                             |              |                           |                           |  |  | Chester - 25 luglio 2015 |        |
|  |                                  |                          |                             |              |                           |                           |  |  |                          |        |

### Quarti di finale
| Arbitro: | Henry Bejarano |

|                                                                    |           |  |
| Dempsey 3’, 63’ (rig.), 76’ Zardes 13’ Jóhannsson 31’ Gonzalez 44’ | Marcatori |  |

| Arbitro: | César Arturo Ramos |

|  |           |           |
|  | Marcatori | 7’ Barnes |

| Arbitro: | Héctor Rodríguez |

|                                                                         |                      |                                                                          |
| K. Jones 53’                                                            | Marcatori            | 36’ Tejada                                                               |
| Guerra Bateau J. Jones Williams K. Jones Abu Bakr Cyrus Boucaud Peltier | Tiri di rigore 5 – 6 | R. Torres G. Torres Davis Arroyo Cooper Cummings Quintero Pérez Pimentel |

| Arbitro: | Walter López Castellanos |

|                        |           |  |
| Guardado 120+4’ (rig.) | Marcatori |  |

### Semifinali
| Arbitro: | Ricardo Montero |

|             |           |                         |
| Bradley 47’ | Marcatori | 30’ Mattocks 35’ Barnes |

| Arbitro: | Mark Geiger |

|               |           |                                    |
| R. Torres 57’ | Marcatori | 90+9’ (rig.), 105’ (rig.) Guardado |

### Finale per il 3º posto
| Arbitro: | Oscar Moncada |

|                                            |                      |                                  |
| Dempsey 70’                                | Marcatori            | 55’ Nurse                        |
| Jóhannsson Dempsey Johnson Bradley Beasley | Tiri di rigore 2 – 3 | R. Torres Arroyo Cooper Cummings |

### Finale
| Arbitro: | Joel Aguilar |

|              |           |                                     |
| Mattocks 78’ | Marcatori | 30’ Guardado 46’ Corona 60’ Peralta |

## Statistiche

### Classifica marcatori
7 reti
- Clint Dempsey (1 rig.)

6 reti
- Andrés Guardado (3 rig.)

4 reti
- Oribe Peralta

2 reti
- Darren Mattocks
- Garath McCleary
- Giles Barnes
- Luis Tejada

- Carlos Vela
- Duckens Nazon
- Michael Bradley

- Kenwyne Jones
- Keron Cummings
- Sheldon Bateau

1 rete
- Maykel Reyes
- Bryan Ruiz
- David Ramírez
- Roy Miller
- Dustin Corea
- Jobi McAnuff

- Rodolph Austin
- Carlos Ruiz
- Andy Najar
- Carlos Discua
- Giovani dos Santos
- Jesús Manuel Corona

- Paul Aguilar
- Alberto Quintero
- Blas Pérez
- Roberto Nurse
- Román Torres
- Aron Jóhannsson

- Gyasi Zardes
- Omar Gonzalez
- André Boucaud
- Cordell Cato
- Joevin Jones
- Yohance Marshall

Autoreti
- Kenwyne Jones (pro  Messico)

### Record
- Gol più veloce:  Clint Dempsey (Stati Uniti-Cuba, quarti di finale, 15 luglio, 3º minuto)
- Gol più lento:  Andrés Guardado (Messico-Costa Rica, quarti di finale, 19 luglio, 120+4º minuto)
- Primo gol:  Alberto Quintero Medina (Panama-Haiti, partita inaugurale, fase a gironi, 7 luglio, 28º minuto)
- Ultimo gol:  Darren Mattocks (Giamaica-Messico, finale, 26 luglio, 78º minuto)
- Miglior attacco:  Messico (16 reti segnate)
- Peggior attacco:  Canada (0 reti segnate)
- Miglior difesa:  Canada (1 rete subita)
- Peggior difesa:  Cuba (14 reti subite)
- Miglior differenza reti:  Messico (+6)
- Partita con il maggior numero di gol:  Messico- Trinidad e Tobago 4-4 (fase a gironi, 15 luglio, 8 gol)
- Partita con il maggior scarto di gol:  Messico- Cuba 6-0 (fase a gironi, 9 luglio) e  Stati Uniti- Cuba 3-0 (quarti di finale, 15 luglio) (6 gol di scarto)

## Riconoscimenti
Al termine della competizione sono stati assegnati i seguenti riconoscimenti individuali e di squadra:
- Miglior giocatore:  Andrés Guardado[1]
- Capocannoniere:  Clint Dempsey[2]
- Miglior giovane:  Jesús Manuel Corona[15]
- Miglior portiere:  Brad Guzan[3]
- Premio Fair Play:  Giamaica

## Classifica finale
L'ammontare complessivo dei premi messi a disposizione dalla CONCACAF è stato di 2,75 milioni di dollari americani.
| Posizione | Squadra           | Premio in denaro |
| --------- | ----------------- | ---------------- |
| 1         | Messico           | $ 1 000 000      |
| 2         | Giamaica          | $ 500 000        |
| 3         | Panama            | $ 200 000        |
| 4         | Stati Uniti       | $ 150 000        |
| 5         | Trinidad e Tobago | $ 125 000        |
| 6         | Haiti             | $ 125 000        |
| 7         | Costa Rica        | $ 125 000        |
| 8         | Cuba              | $ 125 000        |
| 9         | El Salvador       | $ 100 000        |
| 10        | Canada            | $ 100 000        |
| 11        | Honduras          | $ 100 000        |
| 12        | Guatemala         | $ 100 000        |